# HD 214313
HD 214313，又名BD+34 4729，SAO 72535、HR 8609，是一颗恒星，视星等为6.3，位于銀經94.37，銀緯-19.64，其B1900.0坐标为赤經22h 32m 15.9s，赤緯+35° -19.64′ 2″。